# Polittico di Sant'Elena
ll Polittico di Sant'Elena è un'opera del pittore bolognese Michele di Matteo da Bologna, realizzata 1418. L'opera è entrata a far parte della collezione delle Gallerie dell'Accademia di Venezia nel 1812, dove è conservato. L'opera in origine venne realizzata per la cappella di Sant'Elena, della chiesa di Sant'Elena ubicata sull'omonima isola a Venezia.

## Inquadramento storico
L'autore del polittico di Sant' Elena è Michele di Matteo da Bologna; l'attribuzione a Michele dell'esecuzione dell'opera deriva dalla presenza del nome del pittore segnalato da E.A. Cicogna nel 1833, MICAHEL MATE…..ONONIA F, (tradotto in prima battuta come Michele di Matteo Onoria fece). La firma viene descritta come realizzata con una leggera incisione nel rettangolo con tempera nera posto sotto la raffigurazione di santa Caterina d' Alessandria (l'incisione oggi, ad una analisi visiva, non è più percepibile).
In merito alla nascita di questo pittore bolognese che è attivo nel‘400, in particolar modo dal 1410 (quando si trova il pagamento per la realizzazione degli stendardi per le insegne dell'antipapa Alessandro V) al 1469 (con la realizzazione del trittico con la Madonna e Bambino tra san Domenico e san Francesco conservato nella Pinacoteca nazionale di Bologna, e commissionato dalla chiesa bolognese di San Martino), non vi è alcuna documentazione, e vi fu molta confusione sulla sua persona. Vasari lo identifica come Michele Lambertini da Bologna, per Antonio Masini, nel 1666, Michele di Matteo o Michele Mattiolo e Michele Lambertini da Bologna sono due personalità diverse; invece per Carlo Cesare Malvasia si tratta della stessa persona. Corrado Ricci nel 1900 ritiene che Matteo Mattei o di Matteo sia bergamasco; tutte queste ambiguità resero ancora meno chiara la sua vicenda familiare. Si dovrà arrivare a Roberto Longhi, nel 1935, per ricondurre ad un unico artista due fasi stilistiche distinte dell'attività.
Non vi è anche alcun dato sulla sua formazione artistica, anche se tuttavia si può ritenere svolta in ambito bolognese in un clima legato alla figura di Giovanni da Modena, tant' è che i primi incarichi, per l'amministrazione bolognese e non solo avvennero in collaborazione proprio con Giovanni. Tra le diverse opere eseguite merita menzione, sicuramente, la decorazione della scala del dormitorio del convento di San Michele in Bosco, eseguita nel 1424, non tanto per la qualità artistica ma per il collegamento all' ordine degli Olivetani che suggeriranno molto probabilmente il nome del pittore per la commessa del polittico di Sant' Elena, avendo nel 1407 sostituito gli Agostiniani nella gestione e cura della Chiesa di Sant' Elena a Venezia.
Sempre negli anni venti del Quattrocento realizzò due polittici: di uno oggi si conserva, presso la collezione Ricasoli a Firenze, un solo pannello con l'Incoronazione della Vergine commissionatogli dalla corporazione dei Calzolai di Bologna; mentre del secondo, una tavola con san Bartolomeo e l' imperatore Costantino è conservata ai Musei Civici di Pesaro e doveva essere il pannello laterale di una Madonna col Bambino oggi al Museo Nazionale dell'Arte di Bucarest, di cui in origine faceva parte anche un pannello con san Giovanni Battista e san Giovanni Evangelista passato sul mercato antiquariale e di cui oggi non si hanno più notizie.
A una fase leggermente successiva e prima del soggiorno in laguna, dipinse la tavola con la Madonna dell' Umiltà conservata a Palermo nella collezione Bordonaro e l'affresco con san Petronio conservato oggi nel Museo di Santo Stefano a Bologna.
1418 non vi è alcuna indicazione dell'attività di Michele di Matteo a Bologna lasciando presuppore il suo trasferimento a Venezia per l'esecuzione del polittico di Sant' Elena.
Tornato a Bologna, aggiornato nella sua formazione artistica dall'esperienza veneziana, viene nominato nel 1437 e nel 1440 massaro della Società delle Quattro Arti che gli riconosce le qualità artistiche per elevarlo a ruolo di magister. Documenti d'archivio attribuisco a Michele di Matteo la realizzazione del Polittico di Nonantola, molto probabilmente iniziato già nel 1436, e terminato nel 1460 quanto il pagamento il lavoro svolto.
Come accennato precedentemente il Polittico di Sant' Elena, dedicato a Elena madre di Costantino, come l'omonima Chiesa e la cappella che conservava le sue spoglie e dove era collocato, viene realizzato 1418 durante la sua permanenza a Venezia. Non vi è una data certa in quanto non è stato trovato alcun documento che riporti il nome del committente o dati in merito ad un eventuale incarico o un pagamento. Per individuare un periodo cronologico di realizzazione diversi studiosi fanno riferimento al testamento di Alessandro Borromeo, probabile committente dell'opera, del 1427 come data post quem; infatti in esso non vi è alcuna indicazione del polittico ma si sa solo che la sepoltura del Borromeo doveva essere posta davanti al crocifisso dell'altare di Sant' Elena; la mancata menzione del polittico nel testamento di Alessandro porta a far suppore, come accennato sopra, che il polittico a quella data non fosse stato ancora commissionato. Andrea De Marchi sposta ulteriormente l'inizio dell'opera al 1430, posticipando di conseguenza anche il trasferimento di Michele di Matteo a Venezia.
Tuttavia è bene porre dei punti di riflessione: quello che indica Alessandro nel testamento è una descrizione di quello che lui vede nella cappella in quella data, il che non implica il fatto che l'affidamento per la realizzazione del polittico non fosse già stato fatto o che i lavori non fossero già iniziati, ma solo che a quella data il polittico non era collocato in loco. La mensa della altare, come testimoniato dai disegni del Settecento, non presenta alcun alloggiamento per il posizionamento di un crocifisso, l'altare è distanziato dalla parete di fondo e inoltre veniva spesso “aperto” per svelare le reliquie della Santa ai fedeli; questa pratica devozionale impediva la possibilità di avere una sepoltura a pavimento con un coperchio monumentale dirimpetto all' altare, perché sarebbe stato d'ostacolo all' apertura degli elementi mobili dell'arca. La sepoltura di Alessandro era infatti collocata nella prima porzione della cappella, che precedeva l'absidiola con l'altare, e che era da questa separata tramite un divisorio costituito da una balaustra.

## Storia
Il polittico proviene dall'altare della cappella di Sant' Elena, che ospitava le reliquie del corpo della madre di Costantino condotte a Venezia da Costantinopoli nel 1211. La leggenda vuole che la nave che trasportava le reliquie, una volta giunta a Venezia, si fermò davanti all' isola senza alcun motivo apparente tanto che fu visto in questo un segno della Santa che voleva fosse eretta la propria “casa” su quell' isola.
Fino al 1400 le reliquie erano custodite in chiesa dagli Agostiniani, a cui si sostituì poi una comunità di frati dell' ordine di Monte Oliveto nel 1407, che al loro arrivo trovarono una chiesa completamente spoglia. Si inizia ad avere documentazione delle nuove edificazioni solo a partire dal XV secolo con la costruzione della chiesa e del convento grazie ai lasciti della famiglia Borromeo.
I Borromeo erano una famiglia originaria di San Miniato al Tedesco che furono costretti ad abbandonare la Toscana quando nel 1370 la Firenze guelfa occupò la città ghibellina e Filippo Borromeo vene catturato e ghigliottinato. I figli di Filippo si rifugiarono a Milano, Padova e Venezia dove impiantarono la loro attività mercantile e bancaria. Alessandro stabilitosi a Venezia divenne subito promotore dell'attività edificatoria della chiesa e del convento. Fece costruire la cappella di Sant' Elena a destra dell'ingresso principale, e la posa della prima pietra avvenne 27 novembre 1418.
Nel 1422 venne collocato il ricco monumento funebre di Borromeo Borromei, mentre nel 1430 venne sepolto Alessandro in un'arca in terra nel vano che introduce all' abside. I lavori della chiesa vennero portanti avanti dal nipote Galeazzo che da Milano si trasferì a Venezia, e fu successivamente sepolto anch' egli nella cappella, all'interno tomba dello zio, nel 1436.
Che la realizzazione del polittico si debba alla famiglia Borromeo non vi sono documenti e non emergono neanche documenti che invece testimoniano la commessa da parte dell'ordine degli Olivetani; tuttavia vista la affezione particolare dei Borromeo alla chiesa, la devozione a sant' Elena e soprattutto la devozione alle quattro sante che compaiono sia nel polittico ma anche nel monumento funebre di Borromei Borromeo si ritiene l'ipotesi della commessa da parte della famiglia Borromeo la più credibile. Il fatto di affidare il lavoro a Michele di Matteo che non era un pittore veneziano potrebbe essere dovuta ai suoi rapporti di fiducia con gli Olivetani, ordine che, come già detto, subentrò agli Agostiniani nella proprietà e gestione della chiesa di Sant' Elena, in quanto l'artista aveva già lavorato per loro presso il monastero di San Michele in Bosco a Bologna.
Nel 1806 e 1807 la Chiesa viene soppressa e privata degli arredi; nel 1812 il polittico entra nella collezione delle Gallerie dell' Accademia, ed è probabilmente in questo passaggio che il polittico viene privato dei pilieri laterali e modificato nella sua carpenteria.
Già nel 1821 dieci delle tavolette si trovavano presso la Gemäldegalerie di Berlino a seguito della vendita del collezionista Edward Solly al Re di Prussia Federico Gugliemo III; probabilmente Solly le acquista tra il 1807 e 1812. Oltre alle 10 sopra citate Waagen ne cataloga, nel 1830, altre 28 facenti parte della collezione del Re di Prussia, che poi vengono molto probabilmente disperse andando ad arricchire collezioni private.

## Descrizione

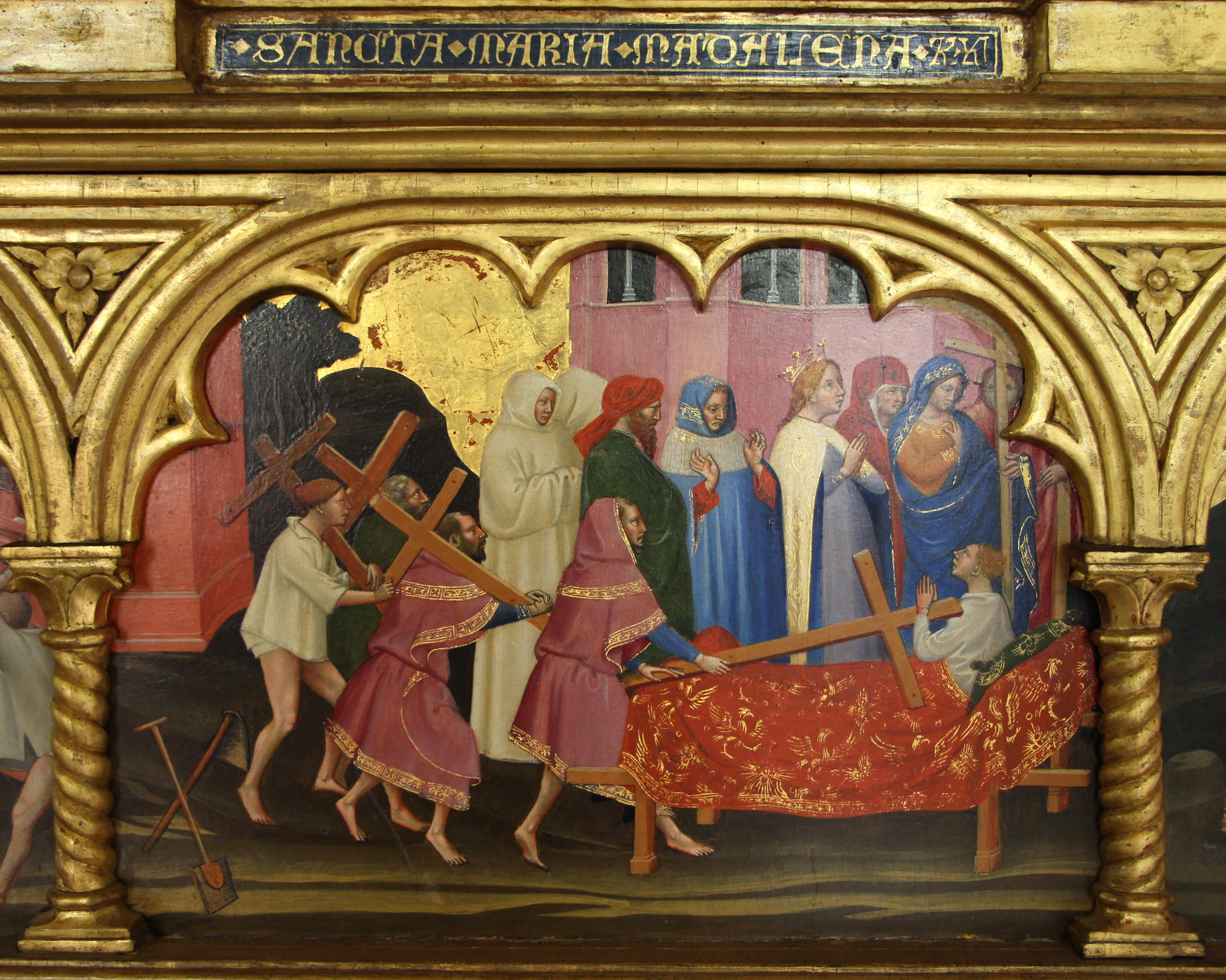
Michele di Matteo da Bologna, Polittico di Sant'Elena, tempera su tavola, 1426-1436, Gallerie dell'Accademia, Venezia, dettaglio della seconda scena da destra della predella

Il polittico presenta tre registri: nella predella sono raffigurate scene della leggenda del ritrovamento della vera croce; nello specifico, nella prima scena sant' Elena è alla fine del suo viaggio innanzi alle mura di Gerusalemme; nella seconda scena convoca i giudei che tengono consiglio; nella terza Giuda non vuole indicare dov'è la Croce, ma calato in un pozzo lo rivela e scava egli stesso per trovarla; nella quarta la prova della vera Croce che resuscita un fanciullo; nell'ultima è raffigurata il disappunto del diavolo per il ritrovamento della Croce e la conversione di Giuda. Nel registro centrale è raffigurata al centro la Madonna con il Bambino e negli scomparti laterali quattro sante, Lucia ed Elena a sinistra, Maddalena e Caterina D'Alessandria a destra. Nell'ordine superiore la Crocifissione è collocata al centro e gli evangelisti Matteo e Marco a sinistra, Giovanni e Luca a destra. Nei peducci sopra gli archi dell'ordine centrale isolati in cornici polilobati ci sono i dottori della Chiesa; subito sotto in una fascia rettilinea trova posto Cristo al centro accompagnato da 16 santi. Il polittico terminava lateralmente con due pilieri, come testimoniato da un disegno del‘700 conservato in un manoscritto presso la Biblioteca Marciana, costituiti da 16 tavolette con santi per piliere; probabilmente, per come è raffigurato, la fascia tra primo secondo registro con mezzo busto di santi continuava sui pilieri per un totale di santi raffigurati sui pilieri di 42.

Si può leggere nella composizione delle scene e nell'uso del colore da parte di Michele di Matteo ancora l'influenza artistica di ambito bolognese legato alla figura di Giovanni da Modena; ma nella leggerezza di alcuni preziosismi vi è richiamano all'influenza della pittura di Venezia e a quegli artisti che nel primo ventennio del Quattrocento passarono e lavorarono a Venezia.

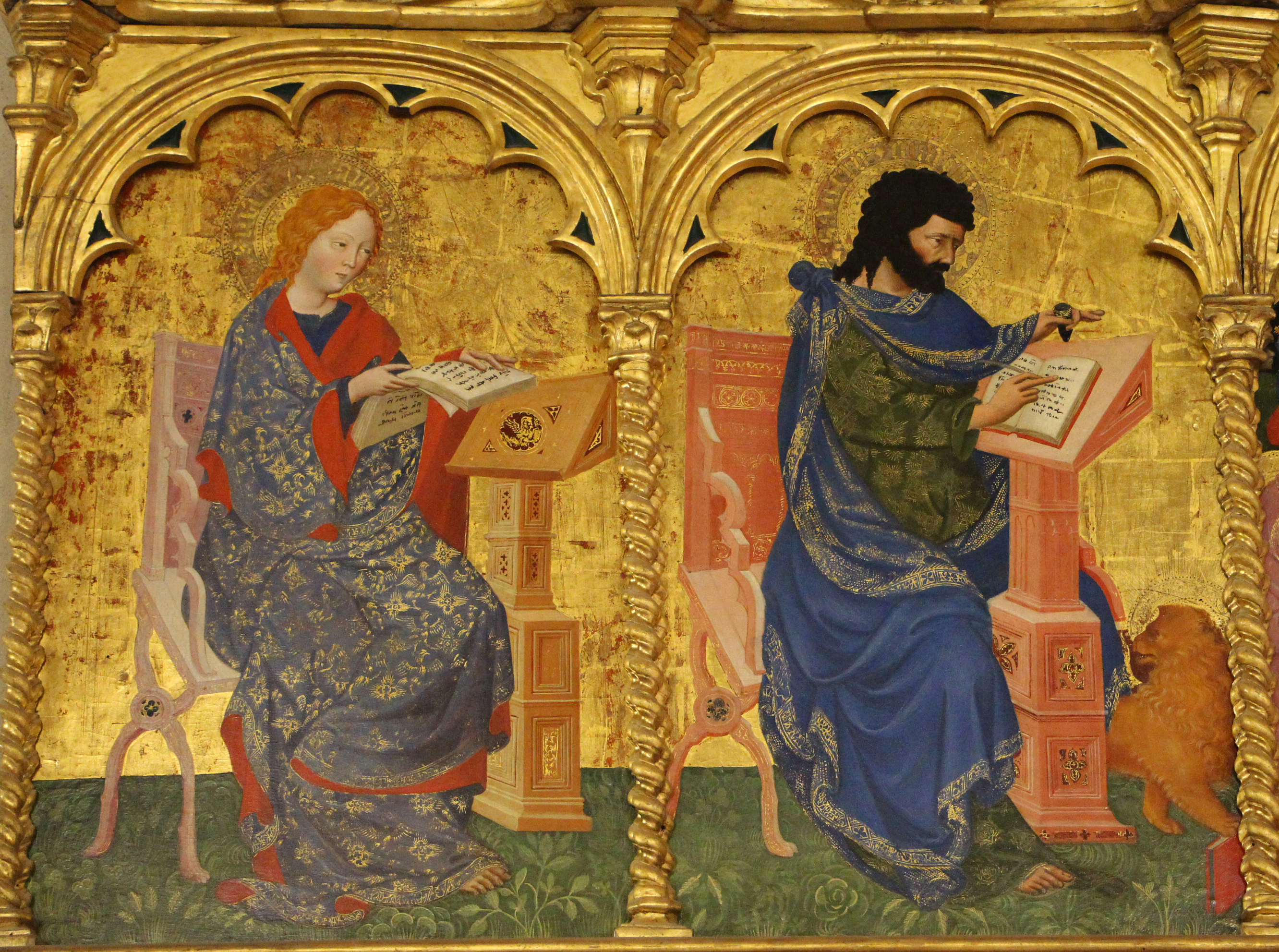
Michele di Matteo da Bologna, Polittico di Sant'Elena, tempera su tavola, 1426-1436, Gallerie e dell'Accademia, Venezia, dettaglio di San Matteo e San Marco nel registro superiore

Lo stato conservativo del polittico è buono anche a seguito all' ultimo intervento di restauro eseguito nel 2005.
Gli interventi conservativi eseguiti nel Ottocento e nella prima metà del Novecento hanno riguardato la revisione del sistema di sostegno del supporto, infatti tracce di almeno due restauri non databili sono state individuate sul retro. Il sistema originale era basato su tre traverse vincolate con chiodi ribattuti sul verso che sono state inizialmente sostituite con listelli inchiodati dal verso e in un secondo tempo sostituiti tre longheroni montati nella posizione delle traverse originali.
Nel 1830 ci fu una campagna di restauro che riguardò sia la cornice che la ripresa cromatica delle policromie e dei fondo oro, non si hanno notizie invece di operazioni conservative antecedenti a questa data. Gli interventi del 1830 vennero eseguiti da Andrea Gomez a cui l'Accademia era solita rivolgersi e consistettero nel rifacimento della guglia centrale realizzata sul modello delle altre superstiti, il rifacimento seguendo il modello di quello esistente di otto colonne tortili, cinque nel comparto superiore e tre in quello inferiore, l'esecuzione di altri interventi e l'intera doratura, veniva infine precisato che dovevano essere risparmiate dalla doratura le conchiglie che sormontava gli archi dell'ordine superiore perché le scanalature delle cape che coprono gli archi superiori dovevano essere dipinte a “biadetto” come erano in antico, ovvero dovevano essere dipinti di un colore azzurro. I rifacimenti degli intagli della cornice vennero eseguiti con legno cirmolo differenziandosi dal tiglio usato in origine.
Molto probabilmente dopo l'intervento di Gomez si intervenne nuovamente in epoca successiva perché la conchiglia centrale è oggi dorata, e l'intera cornice è stata rigessata e ridorata. Purtroppo non vi è alcuna documentazione conservata degli interventi eseguiti tra il 1830 e 2005.

### Tecnica esecutiva

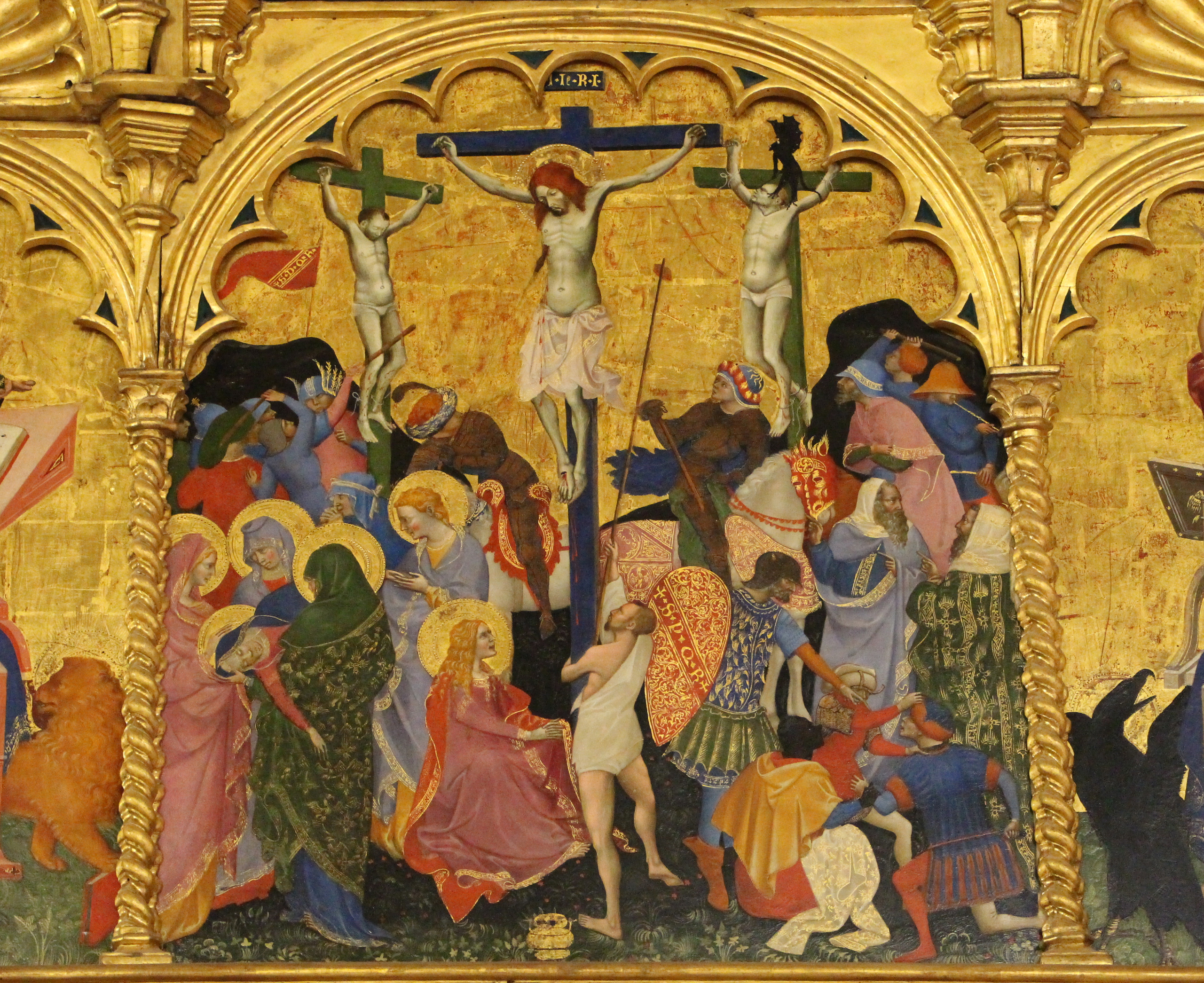
Michele di Matteo da Bologna, Polittico di Sant'Elena, tempera su tavola, 1426-1436, Gallerie dell'Accademia, Venezia, dettaglio della scena della Crocifissione.

Il polittico è realizzato con 5 tavole in pioppo disposte verticalmente in cui sono dipinte le 10 figure e scene del primo e secondo registro; tranne la tavola centrale, dove è raffigurata la Crocifissione e la Madonna con il Bambino, che ha misure maggiori le altre hanno tutte le stesse larghezze; le tavole sono unite tra loro solo con colla e forse con pioli lignei inseriti nello spessore di taglio tra le due tavole laterali. La predella è realizzata su un'unica tavola disposta orizzontalmente contro vena. Sopra l'assito ligneo è steso uno strato di preparazione costituito da gesso e colla e le campiture sono realizzata con colori a tempera utilizzando come legante il rosso d'uovo. Il fondo oro delle tavole è realizzato con foglia d'oro sopra una preparazione a bolo, mentre le dorature stese al di sopra delle campiture cromatiche sono realizzate con oro a missione. Le aureole sono incise a compasso e poi decorate con motivi realizzati con bulini e punzoni; mentre sul fondo oro intorno al trono della Madonna con Bambino alcuni angeli sono realizzati attraverso l'utilizzo della granitura.La cornice lignea è in tiglio, gessata, dorata e riquadra i 15 scomparti. La rimozione dei pilieri laterali, che chiudevano lateralmente e irrigidivano strutturalmente il polittico, riduce le dimensioni di origine a circa 342 x 229 cm attuali.